# Robert Surcouf

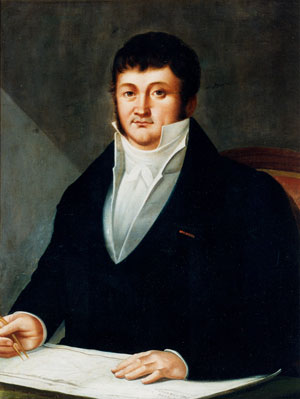
Robert Surcouf nach 1804

Robert Surcouf (* 12. Dezember 1773 in Saint-Malo, Frankreich; † 8. Juli 1827 in Saint-Malo) war während der Revolutionskriege ein französischer Kaperer gegen Großbritannien; während der Kontinentalsperre betrieb er darüber hinaus als Unternehmer weitere Kaperschiffe.
Robert Surcouf fügte dem britischen Handel bei seinen Kaperfahrten in insgesamt 50 Monaten auf See beträchtliche Verluste zu, 47 feindliche Schiffe wurden erobert oder versenkt. Seine Kommandos waren La Créole, La Clarisse, La Confiance und Charles (ex Le Revenant). Er wurde 1810 von Napoleon zum Baron erhoben.

## Leben
Robert Surcouf, zu dessen Vorfahren mehrere französische Korsaren zählten, besuchte zunächst eine Jesuitenschule, fälschlich oft als Priesterseminar bezeichnet. Aber im Jahr 1786 verließ er die Schule und beschloss, zur See zu fahren. Angeblich meldete er sich 1788 zur Kriegsmarine und unternahm 1789 seine erste Seereise nach Indien, auf der er eine militärische und nautische Ausbildung erhielt, jedoch gibt es dafür keinerlei Quellenbelege. Deswegen konnte er auch nicht für angebliche außergewöhnliche Leistungen bei einem Schiffbruch 1791 zum Leutnant ernannt werden. Da er mittellos war, heuerte er für die Reise nach Hause als Maat auf der Korvette Bienvenue an. Dies war seine einzige Fahrt auf einem Kriegsschiff, die sich quellenmäßig belegen lässt.
Nach seiner Rückkehr in das revolutionäre Frankreich im Januar 1792 verließ er umgehend die Kriegsmarine. Im August 1792 heuerte er auf einem Handelsschiff an und begab sich zur französischen Kolonie Île-de-France (Mauritius). Bei seiner Ankunft erfuhr er vom Krieg gegen Großbritannien, der die Handelsschifffahrt unmöglich machte. Der Gouverneur ernannte ihn zum „Enseigne de Vaisseau“ in der lokalen Verteidigungsflotte. Die Legende machte daraus ein reguläres Offizierspatent als Leutnant. Als die Île-de-France von einem britischen Geschwader bedroht wurde, ging Surcouf der Legende nach als zweiter Offizier auf die französische Fregatte Cybèle.

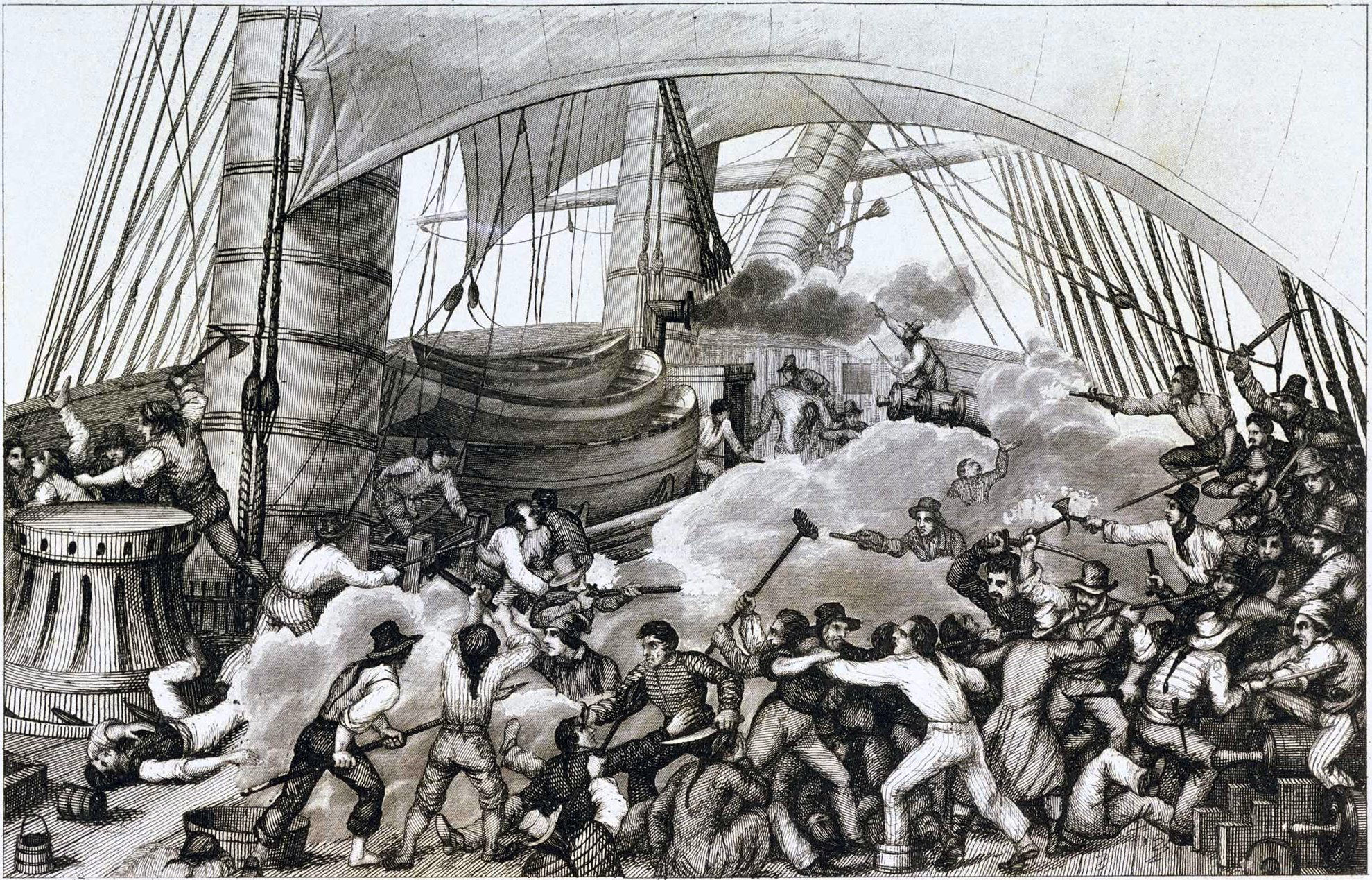
Die Kaperung der Triton, Kupferstich von Ambroise Louis Garneray

Dem kleinen, den Briten an Feuerkraft unterlegenen französischen Geschwader, bestehend aus zwei Fregatten und einem bewaffneten Handelsschiff, gelang es, die Briten zurückzudrängen und somit die französische Besitzung Île-de-France zu sichern, wobei sich Surcouf angeblich weiter bewährte. Doch vermutlich war Surcouf gar nicht an Bord. Danach nahm er das Angebot von zwei Reedern in Île-de-France an und rüstete das kleine Handelsschiff Emilie zum bewaffneten Kaperfahrer mit vier Kanonen und 30 Mann Besatzung um. Mit diesem Schiff gelang ihm die Kaperung von vier britischen Schiffen, darunter der Triton der britischen Ostindien-Kompagnie mit 26 Kanonen und 150 Mann Besatzung sowie zwei mit Reis und Mais beladenen Schiffen. Durch die Einbringung dieser Prisen konnte Surcouf die Hungersnot in Île-de-France lindern.
In der Hauptstadt Port Louis wurde Surcouf nach seiner Rückkehr im März 1796 als Held gefeiert. Wegen Meinungsverschiedenheiten mit dem Gouverneur der Kolonie – Surcouf hatte keinen Kaperbrief – musste er jedoch zunächst nach Frankreich zurückkehren, um seine Rechte geltend zu machen. Juristisch war die Kaperung ohne Kaperbrief Piraterie. Sein Ruf war ihm jedoch bereits vorausgeeilt, und er erhielt vor dem Rat der Fünfhundert seine Beute zugesprochen und einen nachträglichen Kaperbrief.
Im Jahr 1798 bewaffnete er erneut ein Handelsschiff. Mit der Clarisse (18 Kanonen und 105 Mann Besatzung) brach er im August wieder in den Indischen Ozean auf. Im Dezember desselben Jahres erreichte er die Île-de-France. Bereits auf dem Weg dorthin hatte er zwei britische und zwei portugiesische Schiffe erobert. Von Port Louis fuhr er weiter nach Sumatra, wo er in einer wagemutigen Aktion zwei weitere britische Schiffe erobern konnte.
Am 11. November 1799 eroberte er den britischen Dreimaster Auspicious (20 Kanonen), dessen Ladung mehr als eine Million Franc wert war. Im Golf von Bengalen entging Surcouf der Gefangennahme durch die Briten nur, weil er acht Kanonen seines Schiffes über Bord werfen ließ, um dieses leichter und somit schneller zu machen. Während der Rückkehr zur Île-de-France konnte er dennoch ein britisches und ein US-amerikanisches Schiff erobern. Da sein eigenes Schiff dringend in die Werft musste, wurde ihm der Befehl über ein anderes 18-Kanonenschiff übertragen, mit dem er im März 1800 zur Kaperfahrt in den Indischen Ozean aufbrach.
Am 7. Oktober 1800 gelang Surcouf die Eroberung des mit 26 Kanonen bewaffneten Indienfahrers Kent der Britischen Ostindien-Kompanie. Um diesen Sieg ranken sich Mythen. So sprechen viele französische Quellen bei der Kent von einem Kriegsschiff mit bis zu 400 Mann Besatzung und 40 Kanonen; tatsächlich war die Kent jedoch ein bewaffnetes Handelsschiff mit einer Besatzung, die sowohl zahlenmäßig als auch von der Erfahrung her kaum ausreichte, die 26 Kanonen effektiv zu bedienen. Nach diesem Erfolg kehrte Surcouf im Triumph zur Île-de-France zurück. Anschließend begab er sich, gejagt von den Briten, die eine Kopfprämie von fünf Millionen Franc auf ihn ausgesetzt hatten, nach Frankreich zurück. Am 13. April 1801 traf er in La Rochelle ein.
Durch seine Beteiligung an der Beute war Surcouf zu beträchtlichem Wohlstand gekommen. Er ließ sich in St. Malo nieder, wurde ein erfolgreicher Geschäftsmann und heiratete. Ein Angebot vom Ersten Konsul Napoleon Bonaparte im Jahr 1803, ihn zum Kapitän zu befördern und mit Befehl über zwei Fregatten in den Indischen Ozean zu entsenden, schlug Surcouf aus, da ihm Napoléon nicht die gewünschte Handlungsfreiheit zugestehen wollte. Allerdings plädierte er vor Napoléon für eine Aufrüstung der Flotte, in der Surcouf eine wirksame Waffe im Kampf gegen Großbritannien sah. Für seine Verdienste erhielt Surcouf am 18. Juli 1804 die Mitgliedschaft in der Ehrenlegion.
Ab 1804 wurde der nun sehr reiche Surcouf Reeder von 14 Schiffen in St. Malo. Allerdings war er als Schiffseigner wenig erfolgreich. Vier seiner Schiffe gingen durch Kaperung verloren und fünf Handelsreisen endeten mit einem Verlust. Im Jahr 1807 beschloss Surcouf, in den Dienst der Marine zurückzukehren. Er ließ das mit zwölf Knoten (22 km/h) recht schnelle Dreimastschiff Revenant (20 Kanonen) nach seinen Vorgaben mit einem mit Kupferblech beschlagenen Rumpf bauen und begann am 2. März 1807 seine Reise in den Indischen Ozean.
Auf dem Weg zur Île-de-France gelangen ihm bereits einige Kaperungen. Er durchbrach die britische Blockade der Île-de-France und fand die Kolonie in totaler Armut vor. Surcouf begab sich auf Kaperfahrt, die jedoch nicht von Erfolg gekrönt war, da die britischen Schiffe beim Erkennen von Surcoufs Schiff sofort die Flucht ergriffen. Erfolglos kehrte er am 31. Januar 1808 zur Île-de-France zurück und beschloss, seine militärische Laufbahn zu beenden. Sein Vetter Joseph Potier führte indes die Operationen erfolgreich weiter.
Als der Kommandeur der französischen Truppen auf der Île-de-France, Comte Decaen (1769–1852), Surcoufs Schiff Revenant für die Verteidigung der Insel beschlagnahmen ließ, kam es zu heftigen Auseinandersetzungen zwischen den Männern. Da Decaen das Schiff nicht unterhalten und reparieren konnte, kaufte Surcouf das Schiff schließlich zurück, benannte es in Charles um und kehrte nach Frankreich zurück. Der Streit mit Decaen und seine Abreise von der vom Feind bedrohten Île-de-France führten zur Beschlagnahmung von Surcoufs Gütern im Indischen Ozean durch den Gouverneur von Île-de-France.

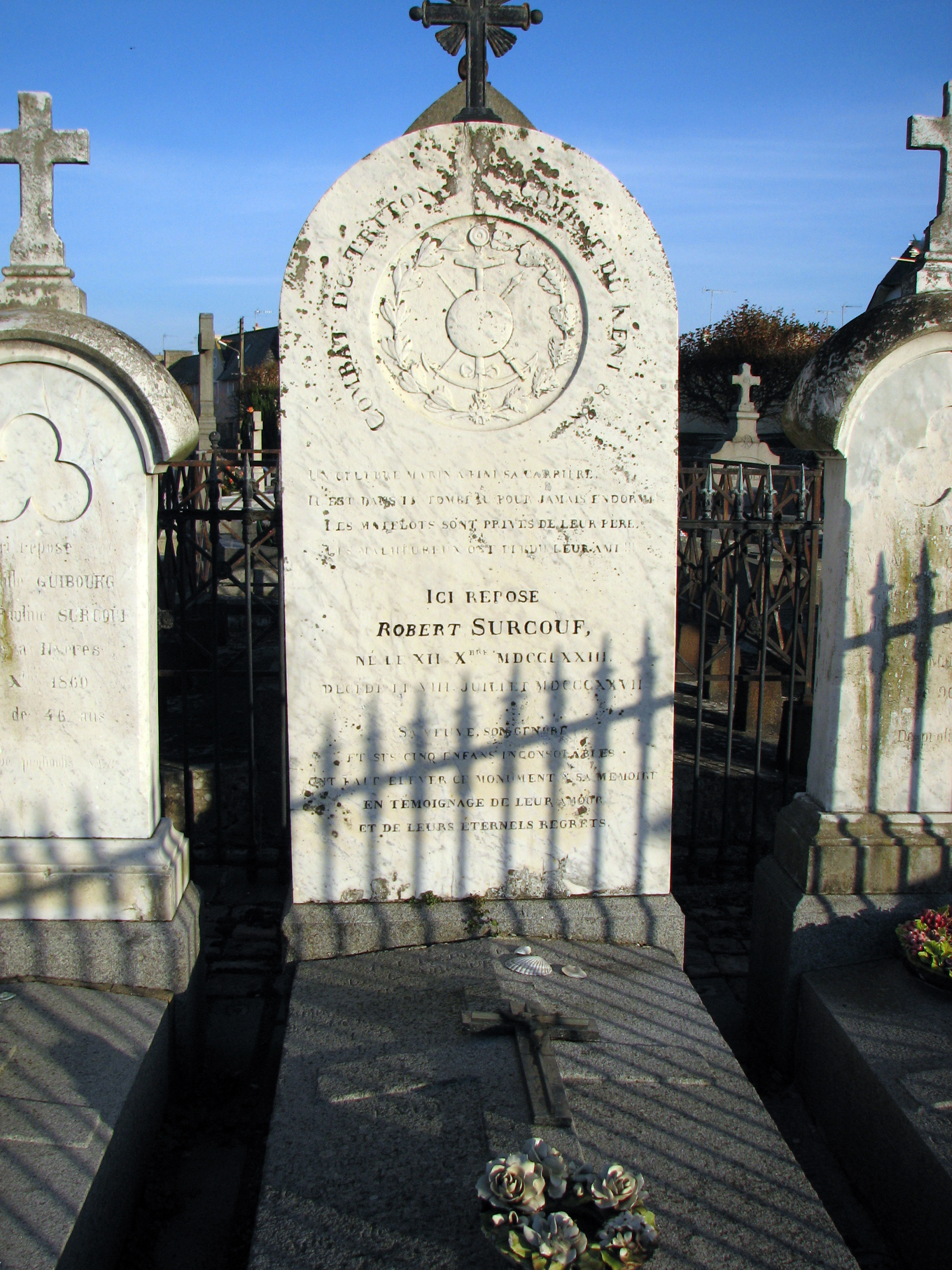
Surcoufs Grab in Saint-Malo

Am 4. Februar 1809 erreichte Surcouf mit der Charles und einer Ladung im Wert von acht Millionen Francs wieder Frankreich. Er begab sich wegen des Streits mit Decaen sofort nach Paris. Wegen des lobenden Berichts des Ministers Desrès wurde Surcouf von Kaiser Napoléon zu seinen Erfolgen beglückwünscht und in den Grafenstand erhoben. 1810 erfolgte durch Napoléon auch die Annullierung der Beschlagnahme von Surcoufs Gütern. Nach seiner Rückkehr ließ sich Surcouf endgültig in St. Malo nieder. Wegen seiner Verdienste erhielt er eine Leibrente.
1812 bekam Surcouf mit der Le Renard noch einmal ein neues Schiff. Es stand unter dem Kommando von Kapitän Emmanuel-Yves Leroux-Desrochettes. Am 9. September 1812 stieß der 70-Tonnen-Kutter mit seinen zehn Karronaden, vier Kanonen und einer 46-Mann-Crew auf die stärkere britische Alphea (16 Kanonen, 80 Mann Besatzung). Um 3 Uhr morgens glückte ein Treffer in deren Pulverkammer. Es kam zu einer Explosion, die niemand der Besatzung überlebte. Die Le Renard kehrte mit 13 unversehrten Männern, aber selbst stark beschädigt in ihren Heimathafen zurück. Im Januar 1814 wurde Surcouf zum Oberst der Nationalgarde in St. Malo ernannt.
Obwohl er Napoléon stets verbunden war, schloss er sich dem Kaiser nach dessen Rückkehr während der 100-Tage-Herrschaft nicht an. Napoléons Schicksal bedeutete letztlich auch das Ende der Seeräuberzeit. Nach Surcoufs Tod wurde sein Leichnam mit einem Korso von 50 Booten und Schiffen zum Friedhof begleitet.

## Nach Surcoufs Tod

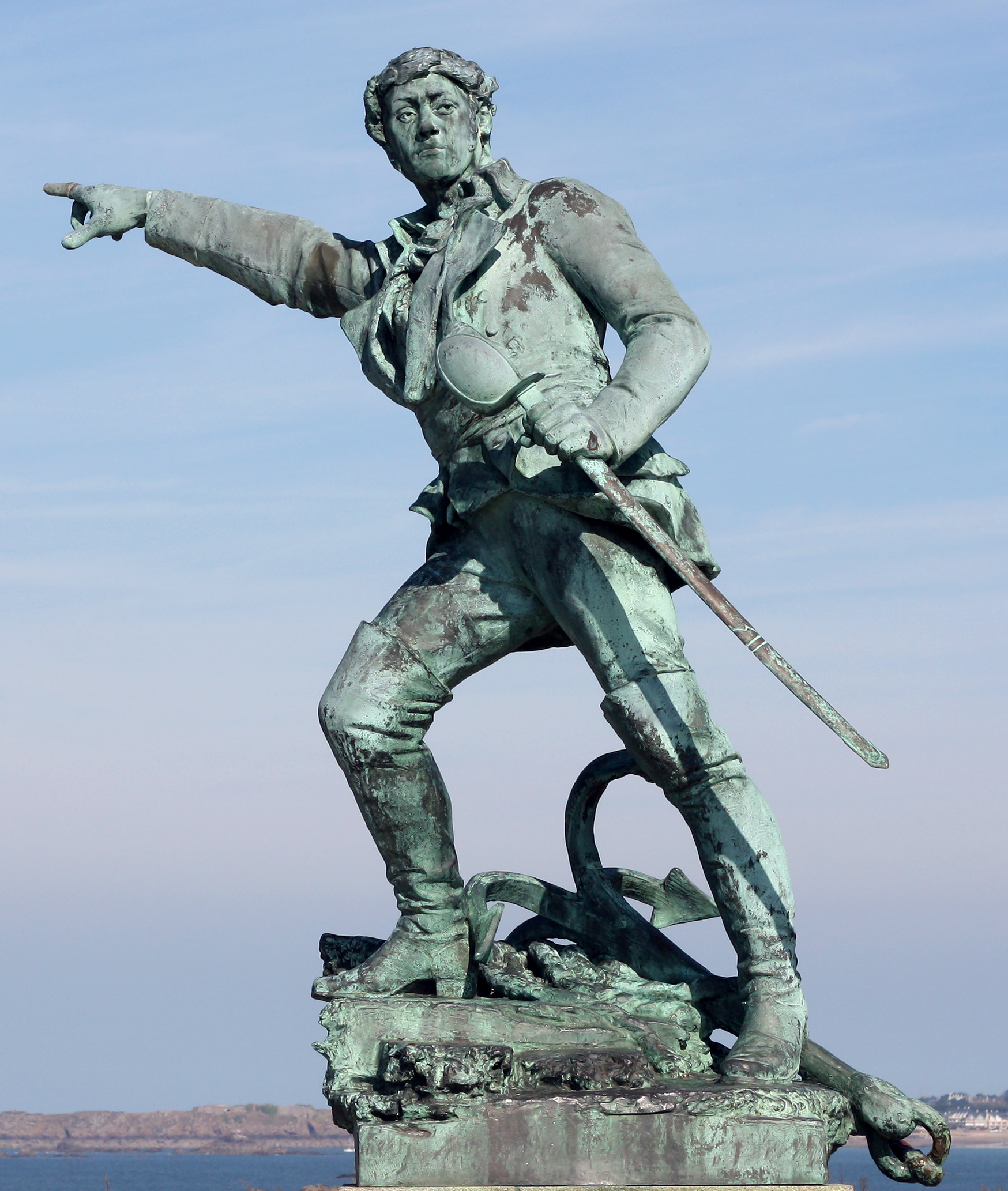
Surcouf-Standbild in Saint-Malo

Nach Robert Surcouf wurden in der französischen Marine immer wieder Schiffe benannt (siehe dazu Surcouf (Schiffsname)).
Sein Leben wurde in den Spielfilmen Unter der Flagge des Tigers (Surcouf, le tigre des sept mers, 1966) und Donner über dem Indischen Ozean (Il Grande colpo di Surcouf, 1966) mit Gérard Barray in der Hauptrolle verfilmt. Karl May machte ihn 1882 zum Helden seiner Novelle Robert Surcouf – Ein Seemannsbild beziehungsweise Der Kaperkapitän in Halbblut, Werke Bd. 38, 1896/97.
In Saint-Malo steht ein Denkmal Surcoufs. Die Stadt ist auch der Heimathafen von Le Renard, dem Nachbau seines Schiffs.

## Zitate
Napoléon, der mit seinen maritimen Plänen kein großes Glück hatte, bot Surcouf einmal ein Kommando in der Kriegsmarine an. Dieser wies ihn aber ab. Napoléon: „Ich mache Sie zu einem reichen Mann.“ Surcouf: „Ich habe bereits den Boden meines Kabinetts mit Ihren Goldmünzen gepflastert.“ Der brüskierte Napoléon: „Wie? Aber dann treten Sie mir ja beständig auf den Kopf.“ Surcouf: „Nein, sie sind auf den Rand gestellt.“
Nach der Kaperung der Kent im Golf von Bengalen 1800 entspann sich folgender Dialog zwischen einem britischen Offizier und Surcouf: Britischer Offizier: „Ihr Franzosen kämpft des Geldes wegen, wir Engländer um der Ehre willen.“ Surcouf: „Jeder kämpft für das, was er nicht hat.“
Auch folgende Anekdote existiert über Robert Surcouf: Nach der Niederlage Napoléons bei Waterloo wurde er Zeuge, wie sich einige Offiziere der Verbündeten abfällig über den gestürzten Kaiser äußerten.
Daraufhin forderte er sie alle nacheinander zum Duell, worin er sich ihnen als überlegen erwies. Als der letzte Offizier, ein junger Fähnrich, vortrat, meinte Surcouf nur: „Ich kämpfe nicht mit Kindern. Lauf heim und erzähl deinen Leuten: So schlägt sich ein Soldat Napoléons.“ Es gibt keine englische Quelle, die diese Anekdote stützt.